# Hiroto Goya
Hiroto Goya (jap. 呉屋大翔 Goya Hiroto; ur. 2 stycznia 1994 w prefekturze Hyogo) – japoński piłkarz występujący na pozycji napastnika.

## Kariera piłkarska
Od 2016 roku występował w Gamba Osaka.